# فرودگاه اوئالام
 فرودگاه اوئالام (به انگلیسی: Ouallam Airport) یک فرودگاه همگانی است . این فرودگاه در کشور نیجر قرار دارد .